# Opera News
 (novembre 2024).
Si vous disposez d'ouvrages ou d'articles de référence ou si vous connaissez des sites web de qualité traitant du thème abordé ici, merci de compléter l'article en donnant les références utiles à sa vérifiabilité et en les liant à la section « Notes et références ».
Opera News est un magazine américain de musique classique. Il est publié de 1936 à 2023 par la Metropolitan Opera Guild, une organisation à but non lucratif située au Lincoln Center for the Performing Arts qui a été fondée dans le but de promouvoir l'opéra et soutenir le Metropolitan Opera de New York. Opera News se concentrait essentiellement sur le Met à l'origine, fournissant des informations concernant le live du samedi après-midi aux auditeurs des émissions de radio du Metropolitan Opera. Au fil des ans, le magazine élargissait son étendue afin d'inclure l'Amérique entière et les opéras internationaux. Publié chaque mois, Opera News offre des articles en lien avec l'opéra, des interviews d'artistes, des profils de production, des œuvres musicologues, un reportage sur l'industrie de la musique, des revues de représentations aux États-Unis et en Europe, des revues d'enregistrements, vidéos, livres et du matériel audio, ainsi que des annonces de représentations d'opéra aux États-Unis.
Le dernier rédacteur en chef était F. Paul Driscoll. Des contributeurs réguliers au magazine comprenaient ses anciens rédacteurs : Brian Kellow, William Ashbrook, Scott Barnes, Jochen Breiholz, Fred Cohn, Erika Davidson, Justin Davidson, Peter Graffam Davis, Matthew Gurewitsch, Joel Honig, Tim Page, Judith Malafronte, Mark Thomas Ketterson, Martin Bernheimer, Ira Siff, Joanne Sydney Lessner, Anne Midgette, Drew Minter, William R. Braun, Phillip Kennicott, Joshua Rosenblum, Leslie Rubinstein, Alan Wagner, Steven Jude Tietjen, Adam Wasserman, Oussama Zahr, et William Zakariasen[réf. nécessaire].
Le magazine était également disponible en ligne.
Le 15 août 2023, le Metropolitan Opera annonça que la production du magazine serait arrêtée en novembre et intégrée au magazine britannique Opera.

## Histoire
Opera News a été fondé en 1936 par la Metropolitan Opera Guild dont Mary Ellis Peltz était la première rédactrice en chef de la publication. Il avait l'intention d'être "utile, instructif, et un journal mensuel factuel d'opéra à New York". Son premier numéro parut le 7 décembre 1936 et consistait en un journal plein format plié. Lors de sa deuxième année de publication, il se transforma en un magazine de 17 pages avec publicité, son premier numéro parut le 15 novembre 1937. À partir du numéro de décembre 1940, le magazine commença à se concentrer davantage sur son contenu concernant les émissions de radio du Metropolitan Opera hebdomadaires. A ce stade, le magazine publia des numéros bimensuels d'une taille élargie en automne, à l'hiver, et au printemps, mais était à l'arrêt pendant l'été. Au fur et à mesure que le temps passait, le magazine commençait à prendre de l'ampleur au niveau international, mais maintenait toujours un fort intérêt à l'opéra de New York et plus particulièrement le Met.
Frank Merkling succéda à Peltz en tant que deuxième rédacteur en chef d'Opera News, dont son premier numéro sortit le 14 octobre 1957. En 1972, le magazine devint une publication pendant toute l'année, ajoutant des numéros mensuels à l'été tout en maintenant son planning bimensuel lors de la saison opéra. En 1974, Robert Jacobson devint le troisième rédacteur en chef. Patrick O'Connor lui succéda en 1988, puis Patrick J. Smith succéda à O'Connor en 1989. Rudolph S. Rauch succéda à Smith en 1998. Sous la direction de Rauch et du directeur de rédaction Brian Kellow, la publication du magazine changea en format mensuel en septembre 1998. F. Paul Driscoll, le dernier rédacteur en chef, fût nommé en juillet 2003.
À partir du numéro de juin 2012, le Metropolitan Opera déclara qu'Opera News cesserait de faire la critique des représentations du Met, à la suite d'un mécontentement de la direction du Met à cause des critiques du magazine concernant la production de Robert Lepage L'Anneau du Nibelung et la direction de la société sous Peter Gelb. Cependant, les réactions du public ont mené à annuler la décision,.